# Davie megye
Davie megye az Amerikai Egyesült Államokban, azon belül Észak-Karolina államban található. Megyeszékhelye és legnagyobb városa Mocksville. Lakosainak száma 42 712 fő (2020. április 1.). Davie megye Yadkin, Forsyth, Davidson, Rowan és Iredell megyékkel határos.

## Népesség
A megye népességének változása:
| Lakosok száma | 41 323 | 41 387 | 41 394 | 41 554 | 41 753 | 42 712 |
|               | 2010   | 2011   | 2012   | 2013   | 2015   | 2020   |